# CDMA
CDMA (od ang. code-division multiple access) – metoda dostępu do medium transmisyjnego polegająca na przypisaniu poszczególnym użytkownikom korzystającym z tego samego kanału do przesyłania danych, sekwencji rozpraszających, dzięki którym odbiornik jednoznacznie zidentyfikuje przeznaczoną dla niego transmisję. Transmisja z rozpraszaniem ma charakterystykę podobną do sygnałów szumowych.
CDMA okazała się szczególnie przydatna w telefonii komórkowej (niektóre standardy drugiej i trzeciej generacji wykorzystują ją jako metodę dostępu do sieci) oraz w systemach nawigacji satelitarnej (np. GPS i GLONASS).

## Historia i zastosowania
Koncepcje związane z CDMA zostały po raz pierwszy wykorzystane w XX wieku dla potrzeb armii. Transmisja sygnału do której wykorzystano tę technologię okazała się odporna na zakłócenia, oraz dobrze chroniła (w czasach gdy została wynaleziona i po raz pierwszy wdrożona) przed podsłuchaniem i zdekodowaniem przesyłanych informacji.
Badania nad wykorzystaniem technik związanych z CDMA w sieciach komórkowych używanych na masową skalę w łączności cywilnej rozpoczęto w latach osiemdziesiątych XX wieku. Szczególną rolę odegrały tu prace Andrew Viterbi, późniejszego współzałożyciela firmy Qualcomm, posiadającej wiele patentów związanych z wykorzystaniem tej technologii. Pierwsza demonstracja sieci radiowej wykorzystującej technologię CDMA nastąpiła w 1989. W 1993 amerykański instytut standaryzacyjny Telecommunications Industry Association (TIA) opublikował specyfikację (IS-95) standardu telefonii komórkowej (cdmaOne), która wykorzystywała koncepcję CDMA w sieci radiowej. Dwa lata później, pierwsza sieć oparta na tym standardzie została oddana do komercyjnego użytku (Hongkong, operator Hutchison Telecom). Sieci budowane na bazie specyfikacji IS-95 są też nazywane często sieciami CDMA ze względu na wyróżniający je spośród innych sieci komórkowych drugiej generacji sposób dostępu do sieci radiowej.
Gdy rozpoczęto prace nad systemami 3G, technologia CDMA okazała się jednym z najczęściej wybieranych rozwiązań ze względu na swoją odporność na zakłócenia (zwłaszcza te wąskopasmowe, do których zaliczają się zaniki) i oferowane możliwości. Jest ona wykorzystywana w najpopularniejszych, rywalizujących ze sobą standardach: CDMA2000 i UMTS (interfejs WCDMA).
Technologię CDMA wykorzystują także operatorzy sieci stacjonarnych do realizacji bezprzewodowej pętli abonenckiej (ang. wireless local loop) na terenach, gdzie użycie zwykłych łączy byłoby ekonomicznie nieuzasadnione.

## Aspekty techniczne
Technologia CDMA związana jest ze sposobem transmisji nazywanym rozpraszaniem widma (ang. spread spectrum), polegającym na przesyłaniu ciągu danych w paśmie częstotliwości szerszym niż jest to konieczne w danej transmisji (pasmo przenoszenia).
Poniżej przedstawiono dwie najczęściej spotykane techniki wykorzystywane w CDMA: frequency hopping i direct sequence.
- Frequency hopping[a] umożliwia transmisję na zmieniających się pseudolosowo częstotliwościach. Dostępne spektrum radiowe podzielone jest na pewne zakresy częstotliwości, które mogą być wykorzystane do przesyłania danych. Nadawca na czas transmisji otrzymuje pseudolosowy ciąg, którego używa zmieniając w krótkich odcinkach czasu częstotliwość. Technika ta zmniejsza wpływ zakłóceń (interferencji), które mogą w danym momencie koncentrować się na pewnym wąskim paśmie częstotliwości.

- Direct Sequence umożliwia rozproszenie przesyłanego sygnału na całe dostępne spektrum częstotliwości i przypisanie mu pewnych „właściwości” umożliwiających odbiorcy wyodrębnienie związanej z nim transmisji z danych przesyłanych na tych częstotliwościach należących do wielu niezależnych połączeń.

Do równomiernego rozłożenia przesyłanych danych w widmie rozproszonym używa się tzw. ciągów pseudolosowych (pseudo-random noise sequence, PN). Są to ciągi deterministyczne o charakterystyce ciągu losowego, przyjmujące wartości -1 i 1. Muszą one być generowane z częstotliwością większą niż kodowany ciąg danych przeznaczonych do transmisji. Jeśli częstotliwość będzie N razy większa, ciągi pseudolosowe nałożone na ciąg danych rozszerzą N-krotnie początkowe pasmo transmisji konieczne do przesłania informacji. Pojedyncze elementy ciągów rozpraszających nazywa się chipami, aby rozróżnić je od bitów wysyłanych w kanale transmisyjnym.
Dodatkowo stosowane są ciągi ortogonalne (czyli nieskorelowane względem siebie) służące do przetwarzania sygnału wyjściowego. Odbiorca znając ciąg rozpraszający może wyodrębnić zaadresowaną do niego transmisję spośród wielu równolegle nadawanych sygnałów. Jednym z powszechnie stosowanych do tego rozwiązań są ciągi Walsha.